# Vojna (skupina)

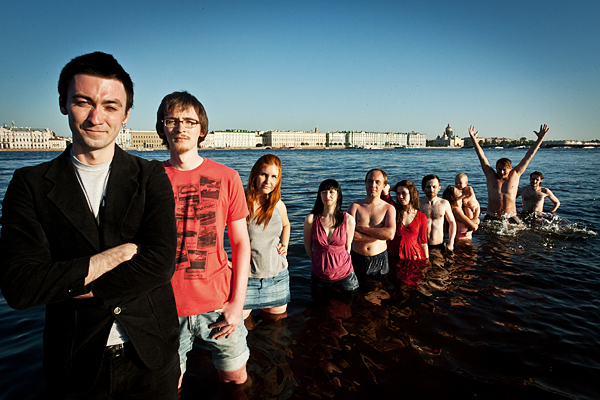
Skupina Vojna v roce 2010

Vojna (rusky Война; česky Válka) je ruská radikální umělecká skupina známá pro své provokativní a politicky orientované performance. Vojna byla založena studenty filosofie Lomonosovovy univerzity. V současnosti[kdy?] jsou dva členové Vojny zadržováni moskevskou policií v souvislosti s protikorupčními protesty, které realizovali převracením policejních aut, za což jim hrozí až 7 let vězení. Pod hesly „Pomoz dítěti, pomůžeš zemi“, „Dejte nám pevný bod a my svrhneme fízlárnu“ a „Fízle, pros o odpuštění“ proběhla tato akce s názvem „Palácový převrat“. V reakci na jejich zadržení se britský graffiti umělec Banksy rozhodl poslat jim finanční pomoc ve výší 80 000 £. Skupina sympatizuje s anarchismem a socialismem a bojuje proti pravicové reakci.
Vojna se dočkala pozornosti veřejnosti v souvislosti s akcí Ебись за наследника медвежонка! („Mrdáme za Medvídka, dědice trůnu“) předvedenou den před zvolením ruského prezidenta Dmitrije Medveděva. Performance se účastnilo pět párů, včetně těhotné ženy, Naděždy Tolokonnikovové, pozdější členky Pussy Riot, které měly veřejný sex v moskevském biologickém muzeu.
V rámci akce „Na památku Děkabristů – dárek pro Jurije Lužkova“ zinscenovala Vojna oběšení dvou gayů a tří středoasijských zahraničních pracovníků na protest proti politice Lužkova, kterou členové skupiny odsoudili jako rasistickou a homofobní. Měla to také být reakce na časté vraždy přistěhovalců v Moskvě.
Další akcí je slavení Svátku práce házením živých koček přes pulty v restauracích McDonald's ve snaze ukončit zaměstnaneckou dřinu a rutinní den.
14. června 2010 skupina namalovala na zvedací most v Petrohradu, který stojí přímo před budovou FSB (dříve KGB), 65 metrů vysoký falus.